# Esafluorobenzene
L'esafluorobenzene è un alogenuro arilico derivato dal benzene in cui tutti sei gli atomi di idrogeno sono stati sostituiti con altrettanti atomi di fluoro. A temperatura ambiente appare come un liquido incolore poco solubile in acqua. Trova impiego a livello industriale come solvente e come reagente nelle sintesi chimiche, nonché come solvente nella spettroscopia NMR.